# 26857 Veracruz
26857 Veracruz è un asteroide della fascia principale. Scoperto nel 1993, presenta un'orbita caratterizzata da un semiasse maggiore pari a 2,3625868 UA e da un'eccentricità di 0,2607836, inclinata di 6,16706° rispetto all'eclittica.
L'asteroide era stato inizialmente battezzato 26857 Veracrux per poi essere corretto nella denominazione attuale.
L'asteroide è dedicato all'omonima città del Messico.